# Pyotr Ivanovich Zubrov
Pyotr Ivanovich Zubrov (tiếng Nga: Пётр Иванович Зубров; 1822, Sankt-Peterburg, Đế quốc Nga – 9 tháng 12 năm 1873, Sankt-Peterburg, Đế quốc Nga) là một diễn viên sân khấu người Nga, gắn liền với Nhà hát Alexandrinsky.
Ông đảm nhiệm vai diễn sân khấu đầu tiên vào năm 1851, và đạt được thành công đầu tiên với vai Gordey Tortsov trong vở kịch Bednost ne porok (Бедность не порок) của Aleksandr Nikolayevich Ostrovsky. Ông đã diễn xuất thành công trong nhiều vở kịch sau đó của Ostrovsky, cũng như trong các vở kịch của Alexey Pisemsky (vai Nikashka trong Gorkaya sudbina) và Nikolai Gogol (Gorodnichy trong Revizor). Ông đã dịch một số vở kịch sang tiếng Nga và là tác giả của hai vở vôđơvin, The Deaf One Is to Blame (Глухой всему виной) và Honestly (Честное слово).